# Список померлих 1996 року
Це список значимих людей, що померли 1996 року, упорядкований за датою смерті.

## Січень
1 січня — Арлі Берк, адмірал ВМС США (*1901)
1 січня — Аліфа Ріфаат, єгипетська письменниця (*1930)
1 січня — Со Джи Вон, південнокорейська співачка (*1976)
5 січня — Ях'я Айяш, палестинський бойовик ХАМАС (*1966)
6 січня — Кім Кван Сок, південнокорейський фольклорний співак (*1964)
7 січня — Карой Грос, угорський партійний, політичний і державний діяч (*1930)
7 січня — Таро Окамото, японський художник, скульптор, письменник (*1911)
7 січня — Пек Сок, північнокорейський поет (*1912)
8 січня — Франсуа Міттеран, президент Франції з 1981 по 1995 р. (*1916)
8 січня — Луїс Карлос Арутін, бразильський актор (*1933)
8 січня — Метін Гьоктепе, курдський фотожурналіст (*1968)
8 січня — Мічія Міхасі, японський співак енка (*1930)
8 січня — Роберто Рібейро, бразильський співак самби (*1940)
9 січня — Абдулла аль-Касемі, саудівський письменник та інтелектуал (*1907)
9 січня — Мері Енн Еванс «Безстрашна Надя», австралійсько-індійська актриса та каскадерка (*1908)
9 січня — Нелло Паццафіні, італійський актор (*1933)
9 січня — Оздемір Сабанджи, турецький бізнесмен (*1941)
9 січня — Султан Рахі, пакистанський актор, продюсер і сценарист (*1938)
10 січня — Дерюгін Іван Костянтинович, український радянський спортсмен, Олімпійський чемпіон 1956 року із сучасного п'ятиборства; батько гімнастки Ірини Дерюгіної і чоловік Альбіни Дерюгіної (*1928)
11 січня — Тато Борес, аргентинський комік (*1927)
13 січня — Еліна Пог'янпяа, фінська акторка (*1933)
13 січня — Деніз Грей, французька актриса італійського походження (*1896)
14 січня — Онно Тунч, вірменський музикант і композитор (*1948)
15 січня — Абдель Баді Аль Арабі, єгипетський актор (*1912)
15 січня — Абдель Вахаб Мухаммад, єгипетський пісняр (*1930)
15 січня — Анджей Красіцький, польський актор кіно і театру, театральний режисер (*1918)
15 січня — Мохсін Накві, пакистанський поет (*1947)
17 січня — Александер Фогель, польський актор театру і кіно, режисер, сценограф, театральний декоратор (*1910)
17 січня — Мостафа Сід Ахмед, суданський співак, автор пісень і композитор (*1953)
17 січня — Мухаммед бін Аман Аль-Джамі, саудівський ісламський шиїтський правознавець, письменник і викладач ефіопського походження (*1930)
18 січня — Ву Дінь Лянь, в'єтнамський поет, народний вчитель, перекладач (*1913)
18 січня — Н. Т. Рама Рао, індійський актор, режисер і політик (*1923)
19 січня — Дон Сімпсон, американський кінопродюсер, сценарист і актор (*1943)
19 січня — Касим Гюлек, турецький державний діяч (*1905)
20 січня — Джеррі Малліган, американський джазовий саксофоніст, композитор, аранжувальник (*1927)
20 січня — Мухаммад Хамід Абу ан-Наср, керівник єгипетського відділення Братів-мусульман (*1913)
21 січня — Сонсолес де Ікаса, іспанська аристократка, муза дизайнера Крістобаля Баленсьяги (*1914)
21 січня — Ясусі Йокояма, японський комік (*1944)
22 січня — Ісраель Ельдад, ізраїльський філософ-сіоніст, один із керівників руху опору Лехі (*1910)
22 січня — Шелест Петро Юхимович, партійний і державний діяч УРСР та СРСР, перший секретар ЦК КП України (1963—1972) (*1908)
23 січня — Фатіма Рушді, єгипетська актриса, співачка, кінорежисерка і продюсерка (*1908)
24 січня — Підгорний Анатолій Миколайович, український вчений у галузі енергетичного машинобудування (*1932)
24 січня — Вім Умбо, індонезійський режисер (*1933)
24 січня — Ольга Познатов, сербська та югославська актриса (*1933)
25 січня — Джонатан Ларсон, американський композитор, пісняр і драматург (*1960)
25 січня — Левітанський Юрій Давидович, російський поет і перекладач українського походження (*1922)
25 січня — Арнольд Юклерод, норвезький будівельник, медичний активіст (*1925)
26 січня — Санаєв Всеволод Васильович, російський радянський актор, кінозірка (*1912)
26 січня — Дейв Шульц, американський олімпійський чемпіон і чемпіон світу з вільної боротьби (*1959)
26 січня — Джафар Моджтахеді, іранський містик (*1925)
26 січня — Сайрус Атабай, персько-німецький поет (*1929)
27 січня — Ольга Гавлова, перша дружина Вацлава Гавела, останнього президента Чехословаччини та першого президента Чеської Республіки (*1933)
28 січня — Бродський Йосип Олександрович, російський та американський поет єврейського походження, перекладач, есеїст, лауреат Нобелівської премії з літератури 1987 (*1940)

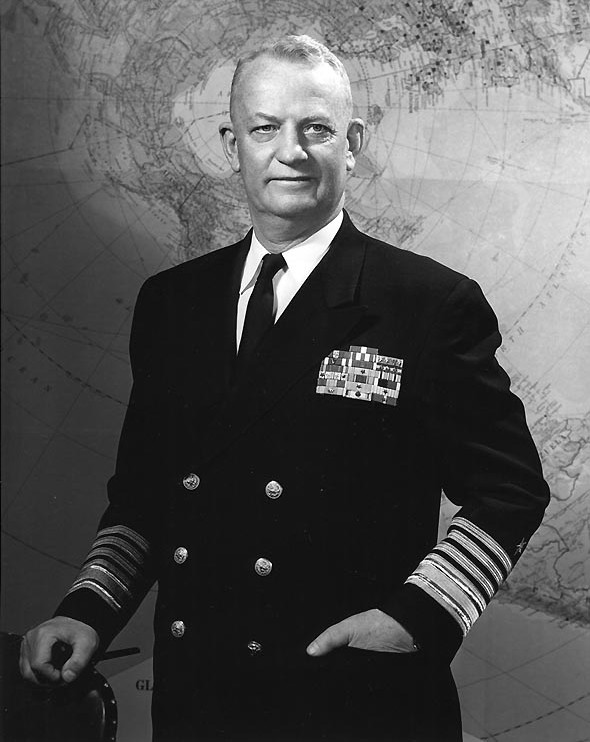
Арлі Берк
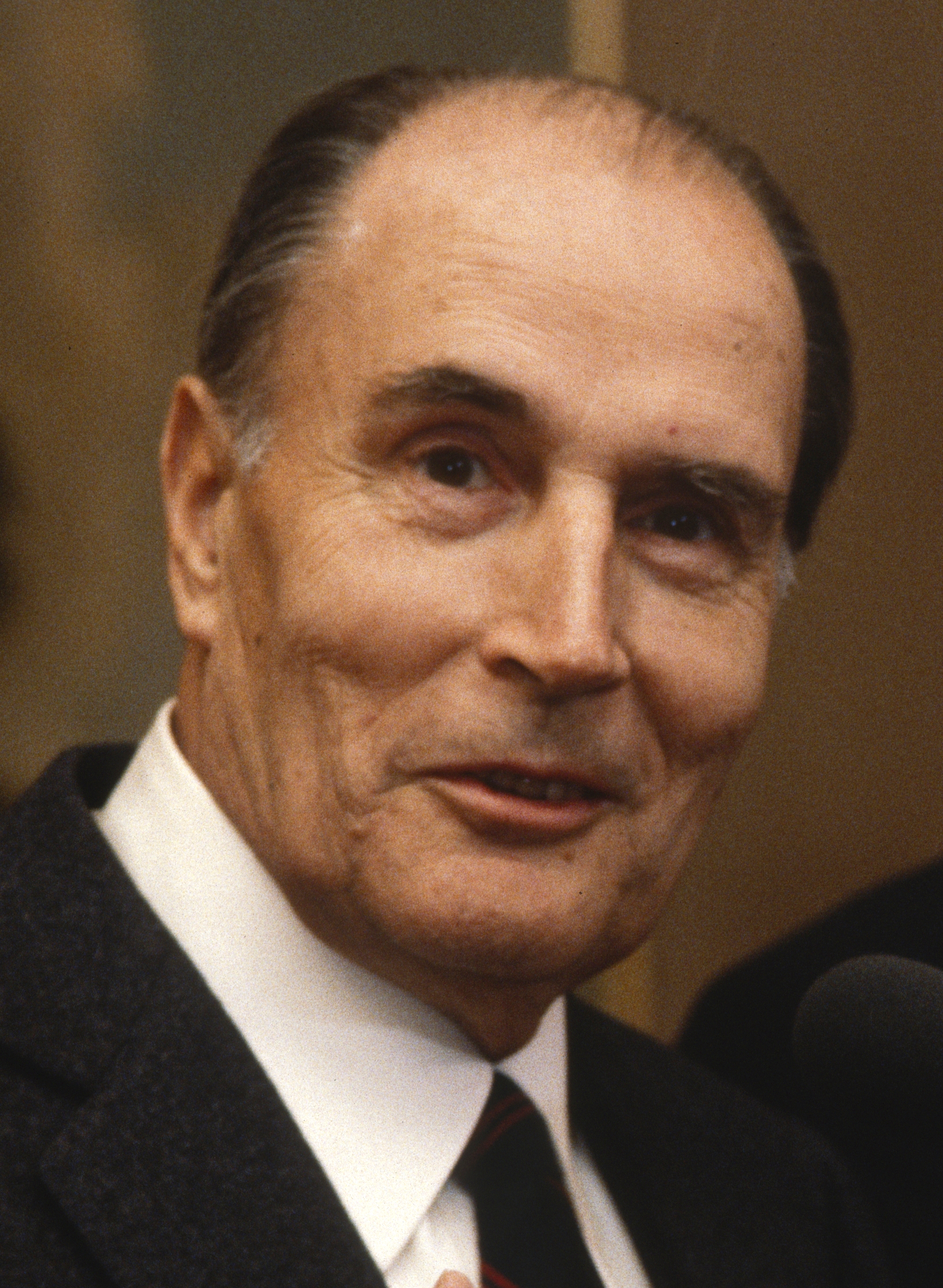
Франсуа Міттеран
Петро Шелест
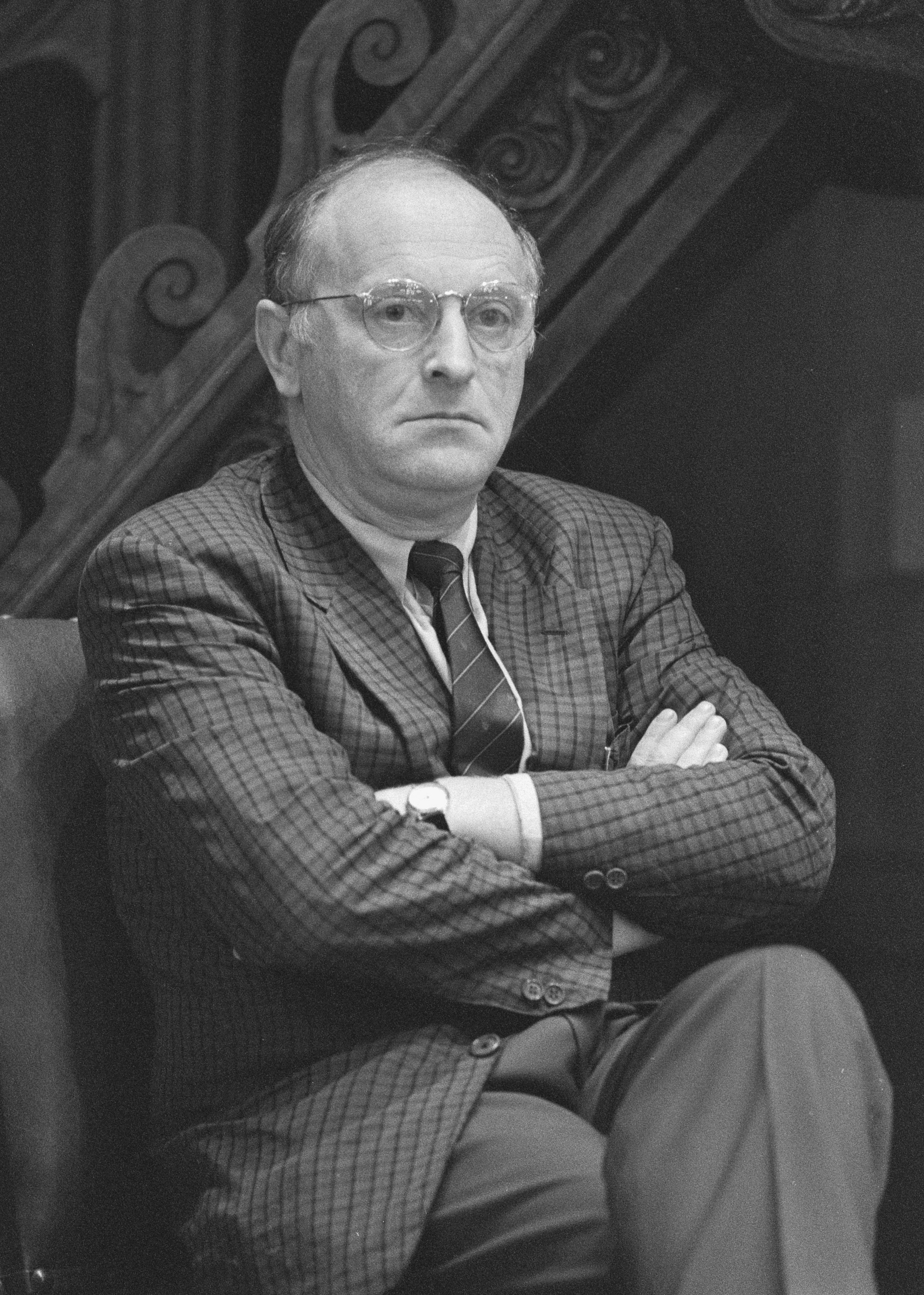
Йосип Бродський

## Лютий
1 лютого — Адель Адам, єгипетський актор (*1928)
2 лютого — Джин Келлі, американський танцюрист, актор, співак, режисер, кінопродюсер та хореограф (*1912)
2 лютого — Лі Пейяо, китайський (Гоміньдан) політик (*1933)
2 лютого — Славолюб Равасі, сербський телевізійний і театральний режисер (*1927)
3 лютого — Одрі Медоуз, американська актриса (*1922)
3 лютого — Сенді Суварді Хассан, індонезійський кінорежисер і актор (*1929)
4 лютого — Маноло Фабрегас, мексиканський кіноактор іспанського походження (*1921)
4 лютого — Сара Кубічек, бразильська благодійниця та перша леді Бразилії з 1956 по 1961 роки (*1908)
4 лютого — Шьяма Чаран Дубе, індійський антрополог, соціолог (*1922)
5 лютого — Магнус, італійський художник коміксів (*1939)
7 лютого — Чуковська Лідія Корніївна, російська і радянська редакторка, поетеса, публіцистка, мемуаристка, дисидентка; дочка Корнія Чуковського (*1907)
8 лютого — Сіаваш Касраї, іранський поет, літературний критик і прозаїк (*1927)
9 лютого — Адольф Галланд, німецький пілот-ас, один з організаторів та керівників Люфтваффе (*1912)
10 лютого — Юн Чі Янг, корейський борець за незалежність, журналіст і політик, дипломат Південної Кореї (*1898)
11 лютого — П'єр Верже, франко-бразильський фотограф, етнолог, антрополог і письменник (*1902)
11 лютого — Санті Онаїндія, баскський священик і письменник (*1909)
12 лютого — Рьотаро Шиба, японський письменник (*1923)
13 лютого — Мартін Болсам, американський актор (*1919)
14 лютого — Боб Пейслі, англійський футболіст, тренер клубу «Ліверпуль» (*1919)
14 лютого — Єва Харт, одна з пасажирок, що вижили при затопленні «Титаніка» 15 квітня 1912 року (*1905)
14 лютого — Тайгуара, бразильський співак та автор пісень (*1945)
15 лютого — Маклін Стівенсон, американський актор і комік (*1927)
16 лютого — Мигуля Володимир Георгійович, радянський композитор і співак (*1945)
16 лютого — Мілош Копецький, чеський актор (*1922)
16 лютого — Жюль де Корте, нідерландський сліпий музикант (*1924)
17 лютого — Ерве Базен, французький письменник (*1911)
17 лютого — Старостін Микола Петрович, радянський футболіст і хокеїст (*1902)
18 лютого — Йозеф Майнрад, австрійський актор (*1913)
18 лютого — Ян Бічицький, польський актор, режисер, викладач (*1931)
19 лютого — Марко Антоніо Кампос, мексиканський комік, актор і співак (*1919)
20 лютого — Соломон Еліот Аш, американський психолог (*1907)
20 лютого — Такеміцу Тору, японський композитор (*1930)
23 лютого — Гельмут Шен, німецький футболіст і футбольний тренер (*1915)
23 лютого — Вільям Бонін, американський серійний вбивця та сексуальний злочинець (*1947)
23 лютого — Саддам Камель, зять і двоюрідний брат іракського лідера Саддама Хусейна, а також актор (*1960)
23 лютого — Хусейн Камель аль-Маджид, зять і двоюрідний брат іракського лідера Саддама Хусейна, втікач до Йорданії (*1954)
24 лютого — Фомкін Олексій Леонідович, російський радянський актор (*1969)
24 лютого — Акрам Аль-Хурані, сирійський політик (*1911)
24 лютого — Вінстон Чанг, президент Університету Сучжоу в Тайбеї, Тайвань (*1942)
25 лютого — Вехбі Коч, турецький підприємець і філантроп (*1901)
25 лютого — Кайо Фернандо Абреу, бразильський письменник (*1948)
25 лютого — Хаїнг С. Нгор, американський актор, гінеколог та акушер камбоджійського походження (*1940)
26 лютого — Харухіко Оябу, японський письменник (*1935)
29 лютого — Халед Мухаммад Халед, єгипетський ісламський мислитель (*1920)
29 лютого — Шамс Пехлеві, іранська королівська особа з династії Пехлеві, старша сестра шаха Мохаммеда Рези Пехлеві (*1917)

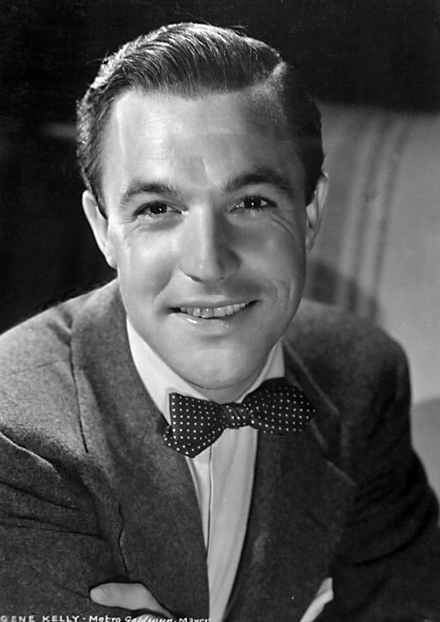
Джин Келлі
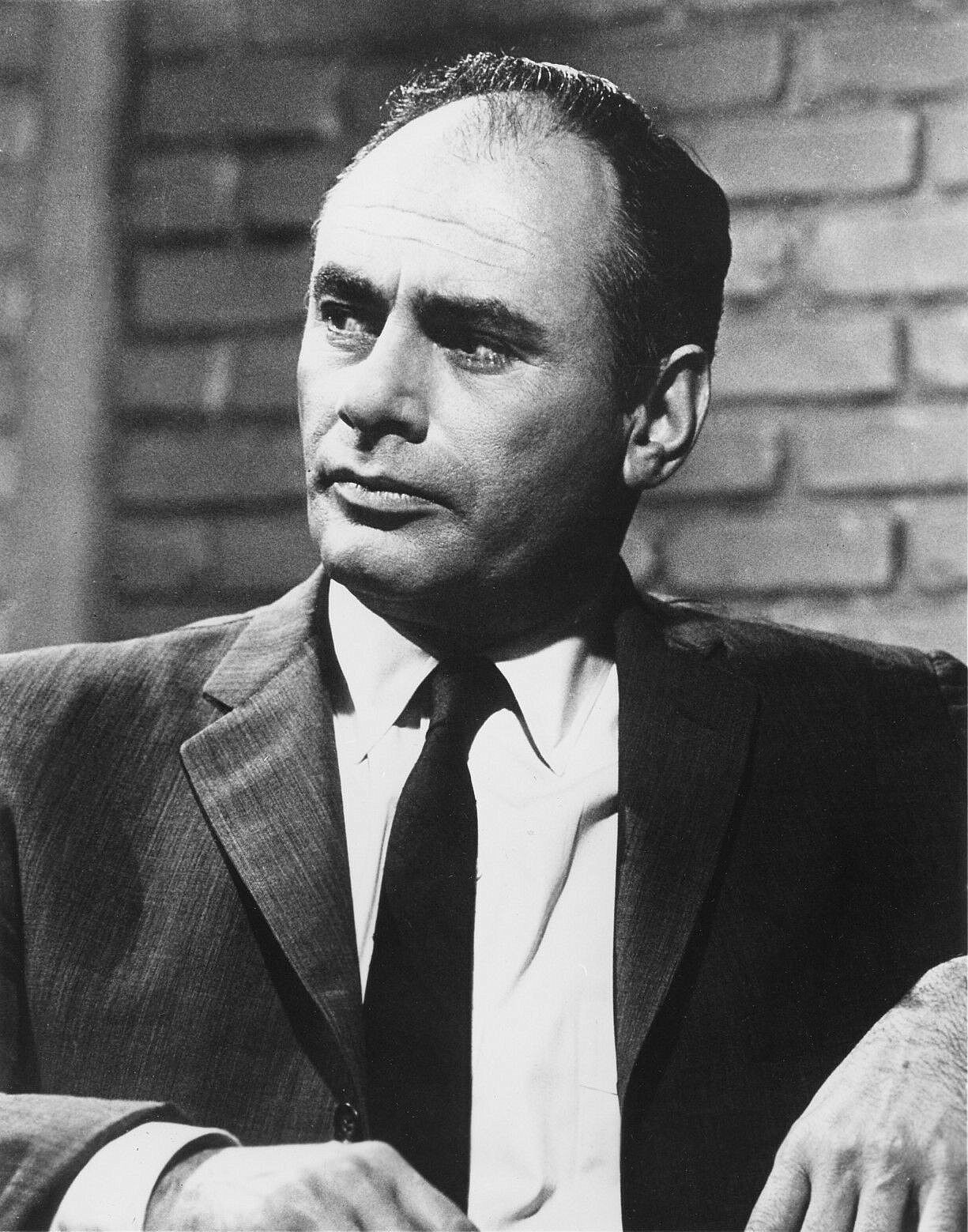
Мартін Болсам
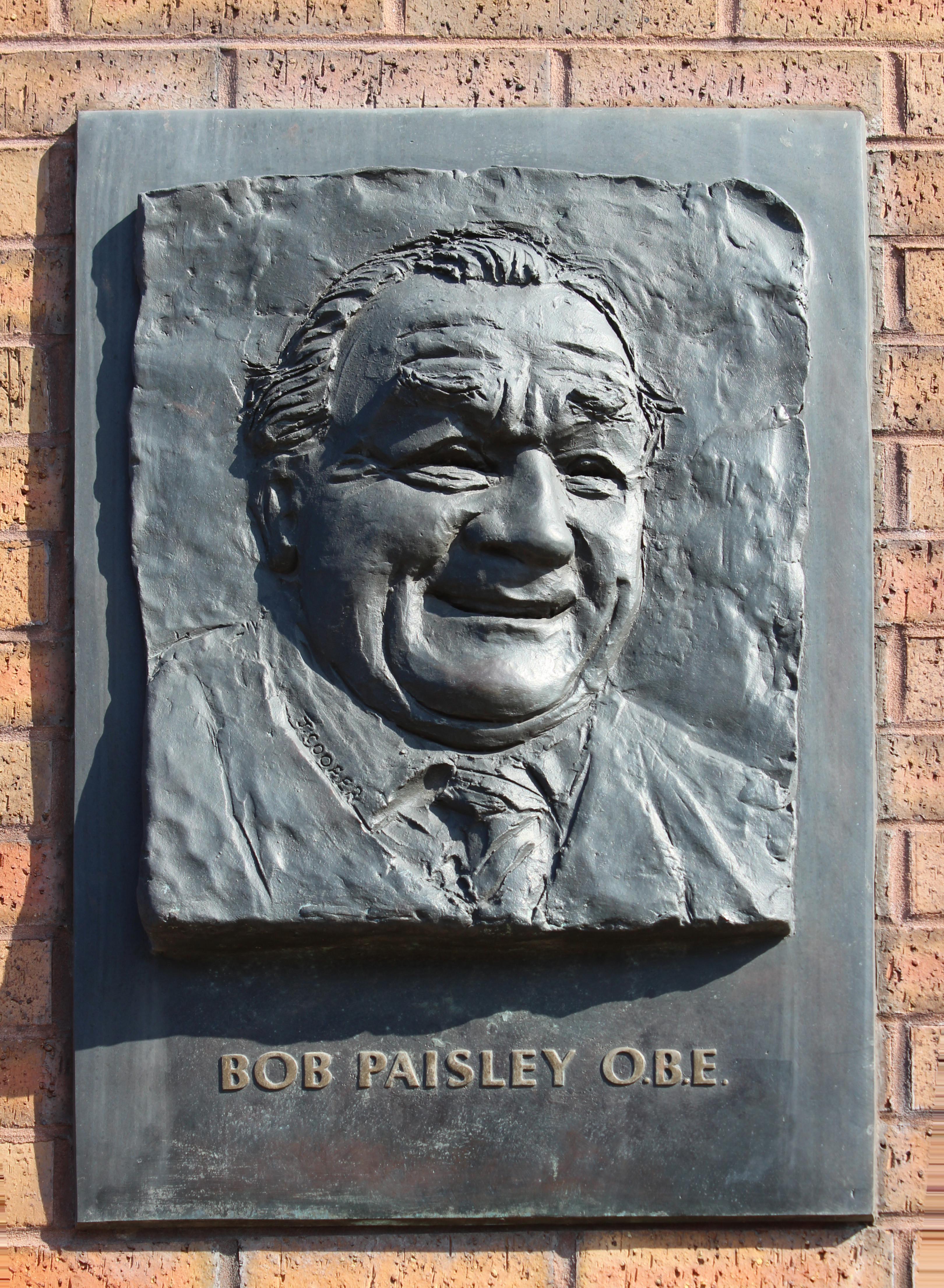
Боб Пейслі
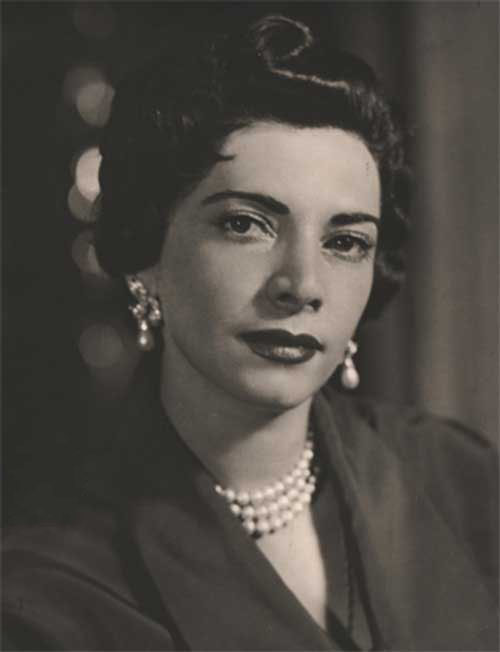
Шамс Пехлеві

## Березень
1 березня — Вержиліу Феррейра, португальський прозаїк і поет, педагог (*1916)
1 березня — Фердинанд Гампер, італійський серійний убивця (*1957)
2 березня — учасники бразильської комеді-рок групи Mamonas Assassinas, загинули в авіакатастрофі:
- Діньо[en], бразильський співак, автор пісень і комік (*1971)
- Жуліо Расец[pt], бразильський музикант, співак і композитор (*1968)
- Серджіо Реолі[pt], бразильський музикант (*1969)
- Семюель Реолі[pt], бразильський музикант (*1973)
- Бенто Хіното[pt], бразильський музикант (*1970)

2 березня — Насім Хіджазі, пакистанський письменник мовою урду (*1914)
3 березня — Маргеріт Дюрас, французька письменниця, акторка, режисерка та сценаристка (*1914)
4 березня — Мінні Перл, американська комедіантка (*1912)
5 березня — Хосе Сантакруз Лондоно, колумбійський наркобарон (*1943)
5 березня — Хундакар Муштак Ахмед, президент Бангладеш у 1975 р. (*1918)
6 березня — Саймон Каделл, англійський актор (*1950)
7 березня — Челнов Олег Йосипович, український націоналіст, військовик (зник безвісти після 7 березня) (*1965)
7 березня — Пінхас Менахем Альтер, шостий цадик з хасидської династії Гер з 1992 по 1996 рік (*1926)
8 березня — Джек Черчилль, британський офіцер (*1906)
8 березня — Терентьєва Нонна Миколаївна, радянська, російська актриса театру і кіно (*1942)
9 березня — Мухаммад аль-Газалі, мусульманський духовний лідер, науковець та письменник (*1917)
9 березня — Джордж Бернс, американський комік, актор, письменник і співак (*1896)
9 березня — Ахтар уль Іман, індійський поет мовою урду і сценарист боллівуду (*1915)
10 березня — Хоанг Сюан Хань, в'єтнамський професор математики, лінгвіст, історик і педагог (*1908)
13 березня — Кшиштоф Кесльовський, польський кінорежисер і сценарист (*1941)
13 березня — Лучо Фульчі, італійський сценарист, кінорежисер (*1927)
13 березня — Емілі Шенкль, австрійська стенографістка, секретарка та оператор комутатора (*1910)
14 березня — Ван Лопінь, китайський композитор-пісняр (*1913)
14 березня — Андреас Мюнцер, австрійський професійний бодібілдер (*1964)
15 березня — Гад аль-Хак, великий імам Аль-Азхара з 1982 по 1996 р. (*1917)
15 березня — Казуко Асо, дочка прем'єр-міністра Японії Йосіди Сіґеру і мати прем'єр-міністра Японії Асо Таро (*1915)
15 березня — Абдул Гані Хан, пуштунський філософ, поет, художник, письменник і політик (*бл. 1914)
17 березня — Рене Клеман, французький кінорежисер (*1913)
17 березня — Хусейн Моаніс, єгипетський письменник, мислитель та історик (*1911)
17 березня — Аніл Чаттерджі, індійський актор бенгальського кіно (*1929)
18 березня — Одіссеас Елітіс, новогрецький поет, лауреат Нобелівської премії з літератури 1979 (*1911)
18 березня — Максл Граф, німецький народний актор і співак народної музики (*1933)
18 березня — Ніні Маршалл, аргентинська гумористка, комічна актриса та сценаристка (*1903)
18 березня — Шень Цзуй, китайський генерал Гоміньдану та керівник розвідки (*1914)
19 березня — Вірджинія Гендерсон, американська медсестра, дослідниця і письменниця (*1897)
19 березня — Нгуєн Тхі Тхап, в'єтнамська революціонерка і політикиня (*1908)
19 березня — Чень Цзінжунь, китайський математик (*1933)
23 березня — Рафік Уддін Бхуян, бангладешський політик (*1928)
24 березня — Лола Бельтран, мексиканська актриса та співачка (*1932)
25 березня — Сол Басс, американський графічний дизайнер та режисер (*1920)
26 березня — Девід Пакард, американський підприємець, співзасновник Hewlett-Packard (*1912)
26 березня — Едмунд Маскі, американський політик-демократ і державний діяч (*1914)
26 березня — Джозеф Каллінгер, американський серійний вбивця (*1935)
28 березня — Шин Канемару, японський політик (*1914)

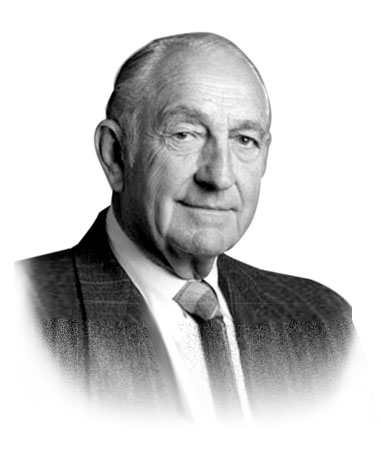
Девід Пакард
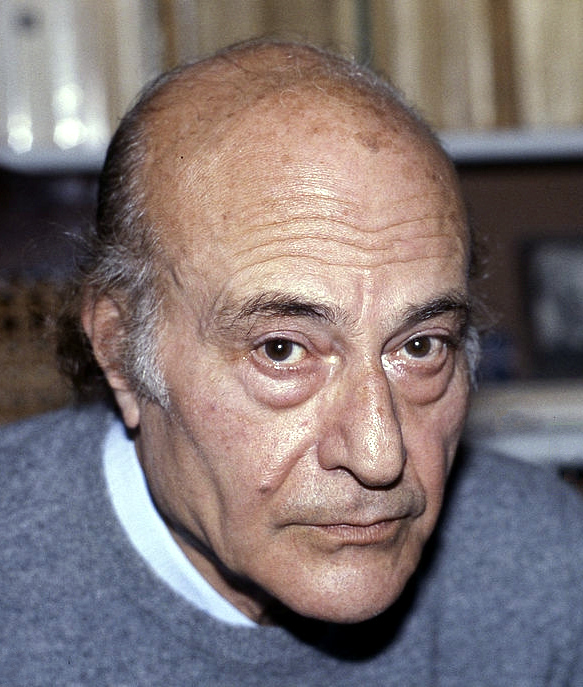
Одіссеас Елітіс

## Квітень
4 квітня — Гуменна Докія Кузьмівна, українська письменниця (*1904)
4 квітня — Зіта Перцель, угорська акторка (*1918)
5 квітня — Енкарна Санчес, іспанська радіоведуча та коментаторка (*1935)
5 квітня — Моніка Даннеманн, німецька фігуристка та художниця (*1945)
5 квітня — Nadieh, нідерландська співачка й авторка пісень (*1958)
6 квітня — Грір Гарсон, британська актриса (*1904)
6 квітня — Естер Карлоні, італійська актриса (*бл. 1904)
8 квітня — Бен Джонсон, американський актор кіно та телебачення, каскадер (*1918)
11 квітня — Марсель Блейштайн-Бланше, французький підприємець і рекламний магнат (*1906)
11 квітня — Коко Петало, нідерландський «циганський король» (*1942)
12 квітня — Масельський Олександр Степанович, український громадсько-політичний діяч (*1936)
13 квітня — Джеймс Берк, американський гангстер (*1931)
16 квітня — Яків Села, ізраїльський змієловець (*1960)
18 квітня — Піт Хейн, данський науковець, письменник, винахідник, художник та інженер (*1905)
19 квітня — Вальтер Д'Авіла, бразильський актор і комік (*1911)
20 квітня — Крістофер Робін Мілн, син англійського письменника Алана Мілна, який став прототипом Крістофера Робіна (*1920)
20 квітня — Чан Ван Ча, генерал армії Північного В'єтнаму (*1919)
21 квітня — Джохар Дудаєв, перший президент Чеченської Республіки Ічкерія (1991—1996) (*1944)
21 квітня — Луїджі Пістіллі, італійський актор (*1929)
22 квітня — Марек Сікора, польський кіноактор і театральний режисер (*1959)
23 квітня — Памела Ліндон Треверс, англійська дитяча письменниця та поетеса, журналістка, окультистка та акторка (*1899)
26 квітня — Грегорі Кен, французький співак (*1947)
27 квітня — Таїс де Андраде, бразильська актриса (*1957)
28 квітня — Сіті Гартіна, перша леді Індонезії (1967—1996), дружина Сухарто (*1923)
29 квітня — Маріо Девід, французький актор кіно та телебачення (*1927)

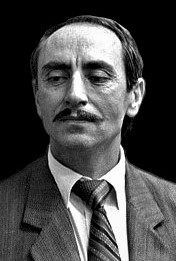
Джохар Дудаєв
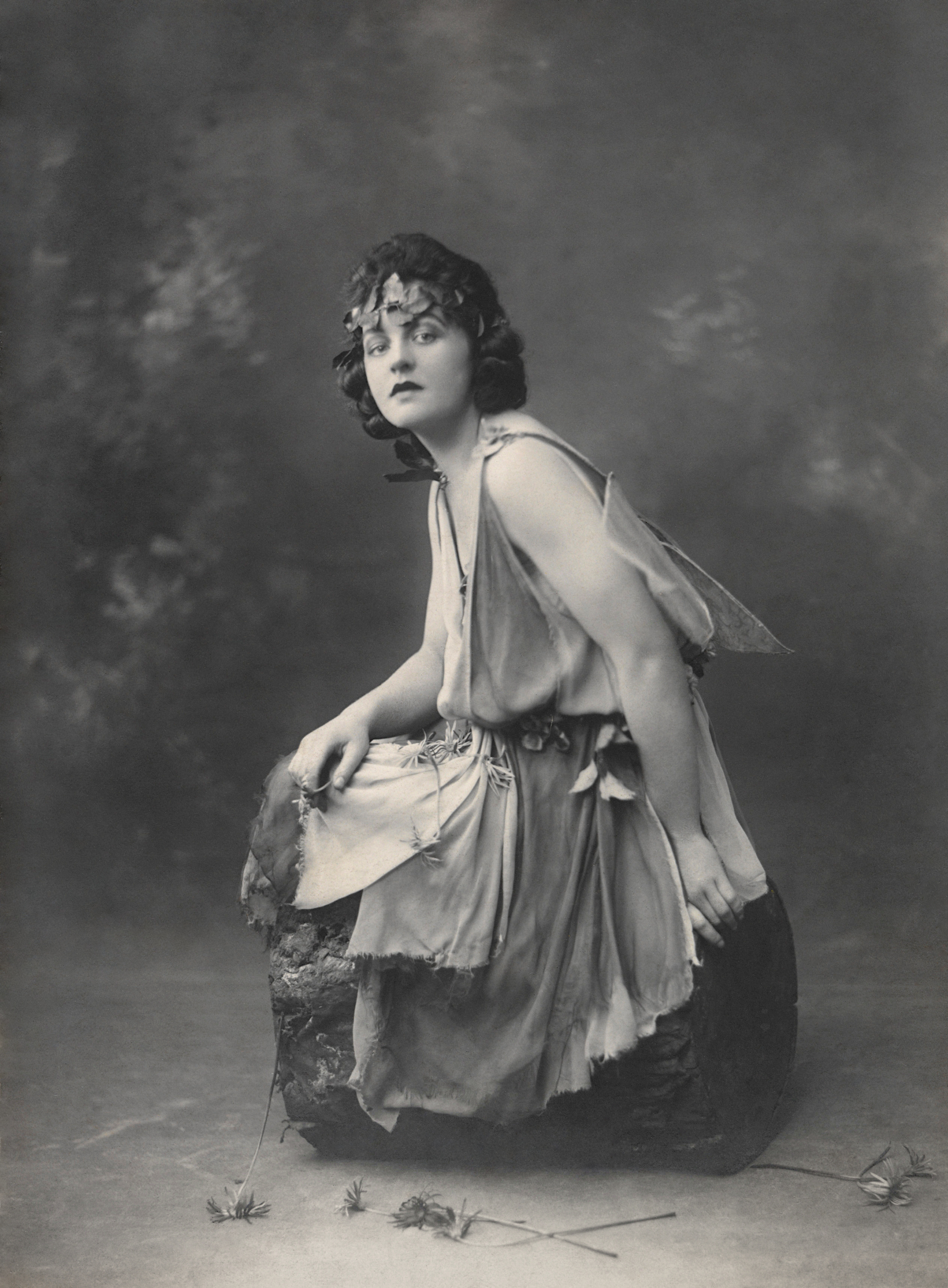
Памела Ліндон Треверс
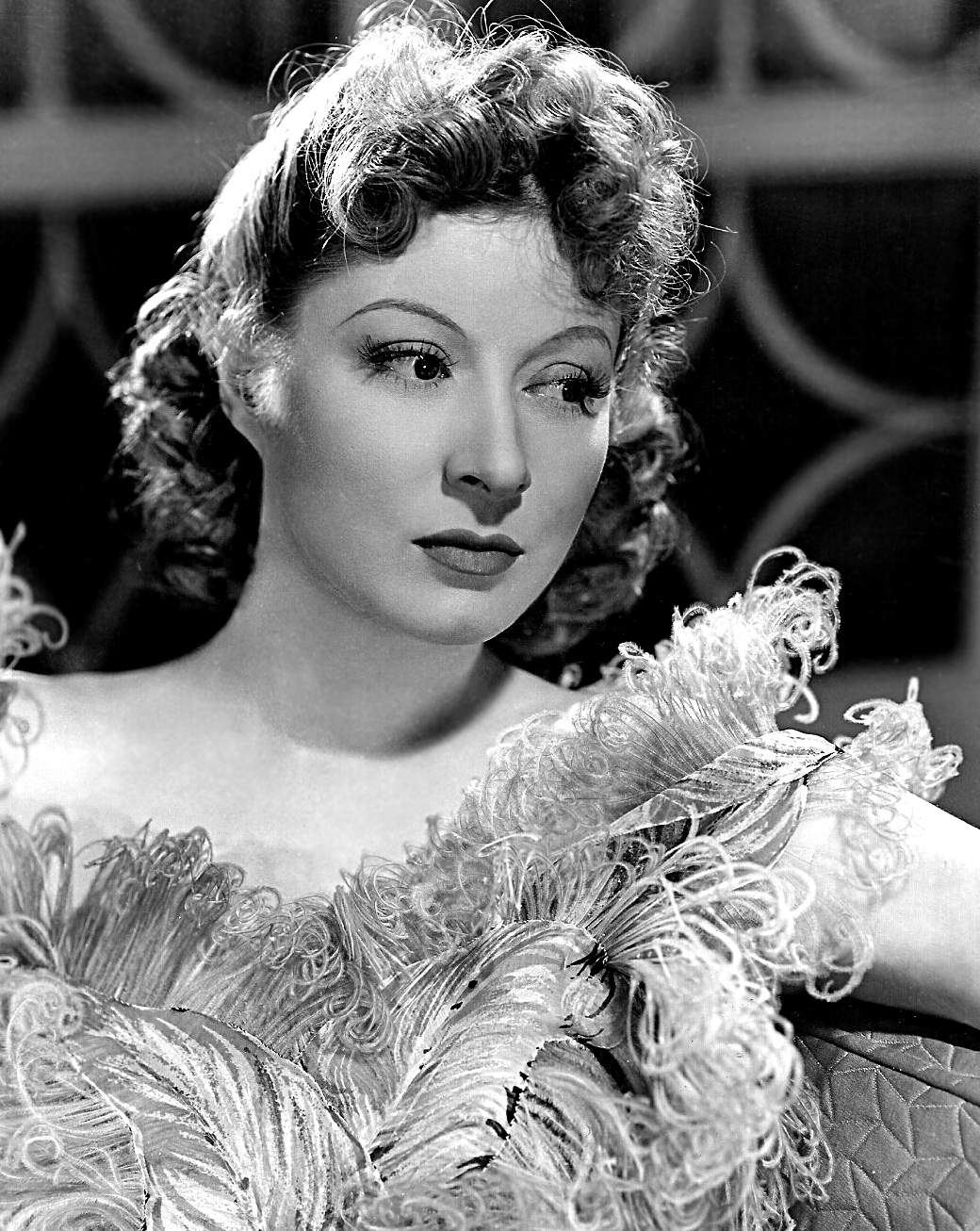
Грір Гарсон
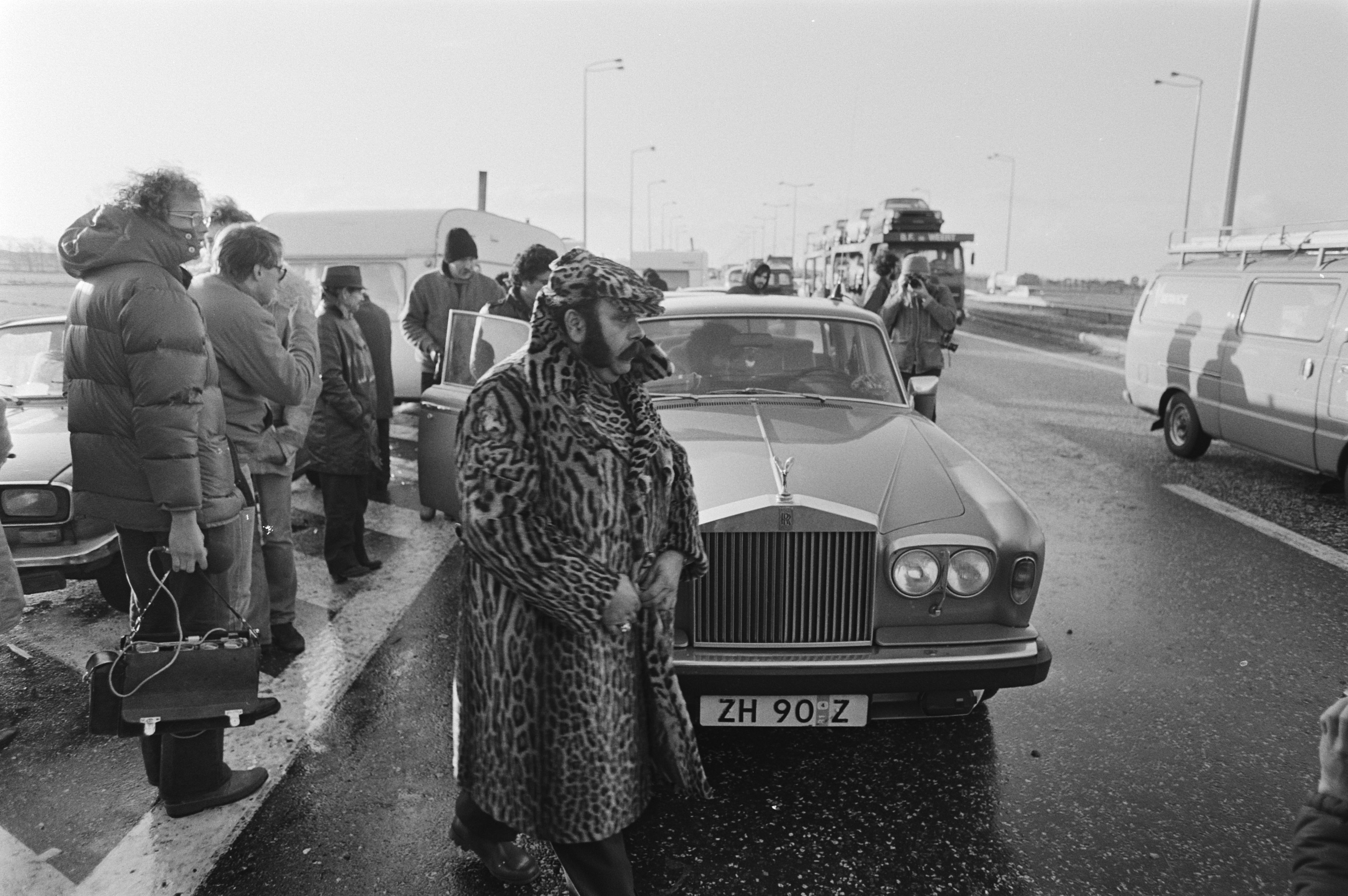
Коко Петало

## Травень
1 травня — Франсуа Шале, французький журналіст, репортер, письменник та історик кіно (*1919)
1 травня — Хун Куонг, в'єтнамський співак, художник, драматург і кіноактор (*1936)
2 травня — Мхітарян Гамлет Апетнакович, радянський і вірменський футболіст, батько футболіста Генріха Мхітаряна (*1962)
2 травня — Еміль Хабібі, палестино-ізраїльський письменник арабської літератури та політик (*1922)
3 травня — Зозо Набіль, єгипетська актриса (*1920)
4 травня — Діран, індонезійський актор і комік (*1936)
5 травня — Ай Цін, китайський поет і перекладач, батько Ай Вейвея (*1910)
6 травня — Пекка Лангер, шведський журналіст і ведучий (*1919)
8 травня — Луїс Мігель Домінгін, іспанський матадор (*1926)
9 травня — Лу Дінгі, китайський комуністичний лідер (*1906)
10 травня — Герд Даунер, німецький актор, актор озвучування та радіодиктор (*1925)
11 травня — Адемір, бразильський футболіст (*1922)
11 травня — Бенджамін Ннамді Азіківе, перший президент незалежної Нігерії (1963—1966) (*1904)
11 травня — Вишневський Іван Євгенович, радянський та український футболіст, тренер (*1957)
11 травня — Скотт Фішер, американський альпініст та гід (*1955)
11 травня — Роб Голл, новозеландський альпініст (*1961)
11 травня — Ясуко Намба, японська альпіністка (*1949)
12 травня — Газале Алізаде, іранська поетеса і письменниця (*1949)
13 травня — Душан Костич, сербський народний співак (*1953)
19 травня — Ецуші Такахаші, японський актор (*1935)
20 травня — Джон Пертві, англійський актор (*1919)
21 травня — Люба Германова, чеська актриса, співачка (*1913)
22 травня — Вейкко Лаві, фінський музикант, поет і письменник (*1912)
23 травня — Родіонов Євген Олександрович, російський військовий (*1977)
23 травня — Петер Пасетті, німецький актор (*1916)
23 травня — Танджу Окан, турецький співак (*1938)
24 травня — Енріке Альварес Фелікс, мексиканський актор (*1934)
25 травня — Бредлі Новелл, американський музикант (*1968)
25 травня — Ренцо де Феліче, італійський історик (*1929)
26 травня — Хайка Гроссман, ізраїльська політикиня (*1919)
26 травня — Хуан Цзіда, китайсько-індонезійський урядовець (*1922)
28 травня — Бренда Лі, бразильська транссексуальна активістка за права ЛГБТ (*1948)
29 травня — Джентілеза, бразильська міська особистість, свого роду проповідник (*1917)
31 травня — Тімоті Лірі, американський письменник, психолог (*1920)
31 травня — Лабазанов Руслан Хамідович, чеченський політичний та військовий діяч (*1967)
31 травня — Лучано Лама, італійський профспілковий діяч і політик (*1921)

## Червень
1 червня — Неєлам Санджіва Редді, президент Індії у 1977—1982 р. (*1913)
2 червня — Амос Тверські, ізраїльський когнітивно-математичний психолог (*1937)
2 червня — Рей Комбс, американський стендап-комік, актор і ведучий (*1956)
2 червня — Рене Бонд, американська акторка (*1950)
3 червня — Сакаі Хідео, японський футболіст (*1909)
4 червня — Лен Йонгевард, нідерландський актор і співак (*1927)
5 червня — Кубер Натх Рай, індійський письменник і дослідник літератури гінді та санскриту (*1933)
5 червня — Хартоно Рексо Дхарсоно, індонезійський генерал (*1925)
6 червня — Джордж Снелл, американський генетик та імунолог, Нобелівська премія з фізіології або медицини 1980 (*1903)
7 червня — Голам-Хоссейн Нагшине, іранський актор (*1908)
9 червня — Рафаела Апарісіо, іспанська акторка (*1906)
10 червня — Джо Ван Фліт, американська акторка (*1915)
10 червня — Френкі Сакаї, японський комік, актор і музикант (*1929)
10 червня — Чіо Уно, японська письменнця і дизайнерка кімоно (*1897)
12 червня — Адам Мулярчик, польський театральний режисер, радіо- та кіноактор (*1923)
12 червня — Іванов Олександр Олександрович, радянський і російський поет-пародист, телеведучий (*1936)
14 червня — Джезуальдо Буфаліно, італійський письменник (*1920)
15 червня — Елла Фіцджеральд, американська джазова співачка (*1917)
15 червня — Піт Бамберген, нідерландський комік і актор (*1931)
15 червня — Руссено Соерйохадікоесоемо, індонезійський політик, учений та інженер (*1908)
15 червня — сер Фіцрой Маклін, 1-й баронет, офіцер британської армії, письменник і політик (*1911)
17 червня — Томас Кун, американський філософ і історик науки (*1922)
18 червня — Джино Брам'єрі, італійський комік і актор (*1928)
19 червня — Міяко, японський комік (*1958)
20 червня — Франтішек Планічка, чехословацький футболіст (*1904)
23 червня — Андреас Папандреу, прем'єр-міністр Греції в 1981—1989 та 1993—1996 р. (*1919)
23 червня — Салах Абу Сеїф, єгипетський кінорежисер (*1915)
24 червня — Тарівердієв Мікаел Леонович, радянський і російський композитор вірменського походження (*1931)
26 червня — Вероніка Герін, ірландська журналістка (*1959)
27 червня — Альберт Брокколі, американський кінопродюсер (*1909)
28 червня — Алі Саїд, індонезійський суддя, військовий офіцер і політик (*1927)
28 червня — Кван Так Хін, гонконгський майстер бойових мистецтв і актор (*1905)
28 червня — Нгуєн Дінь Ту, в'єтнамський фізик-ядерник і державний діяч (*1932)
29 червня — Єжи Блок, польський актор і режисер (*1904)
30 червня — Пак Сі-чун, південнокорейський митець (*1913)

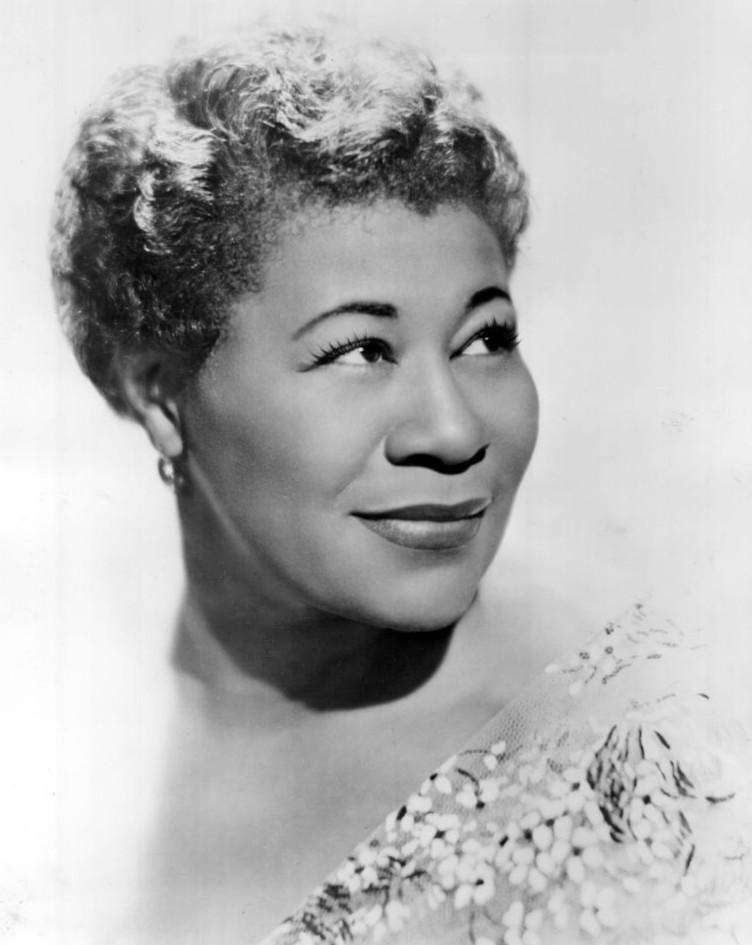
Елла Фіцджеральд
Томас Кун
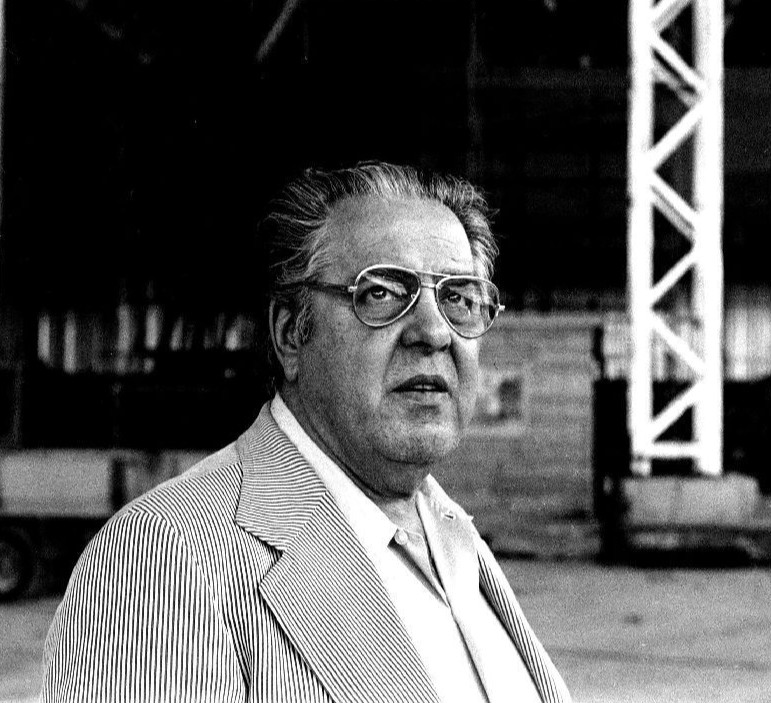
Альберт Брокколі

## Липень

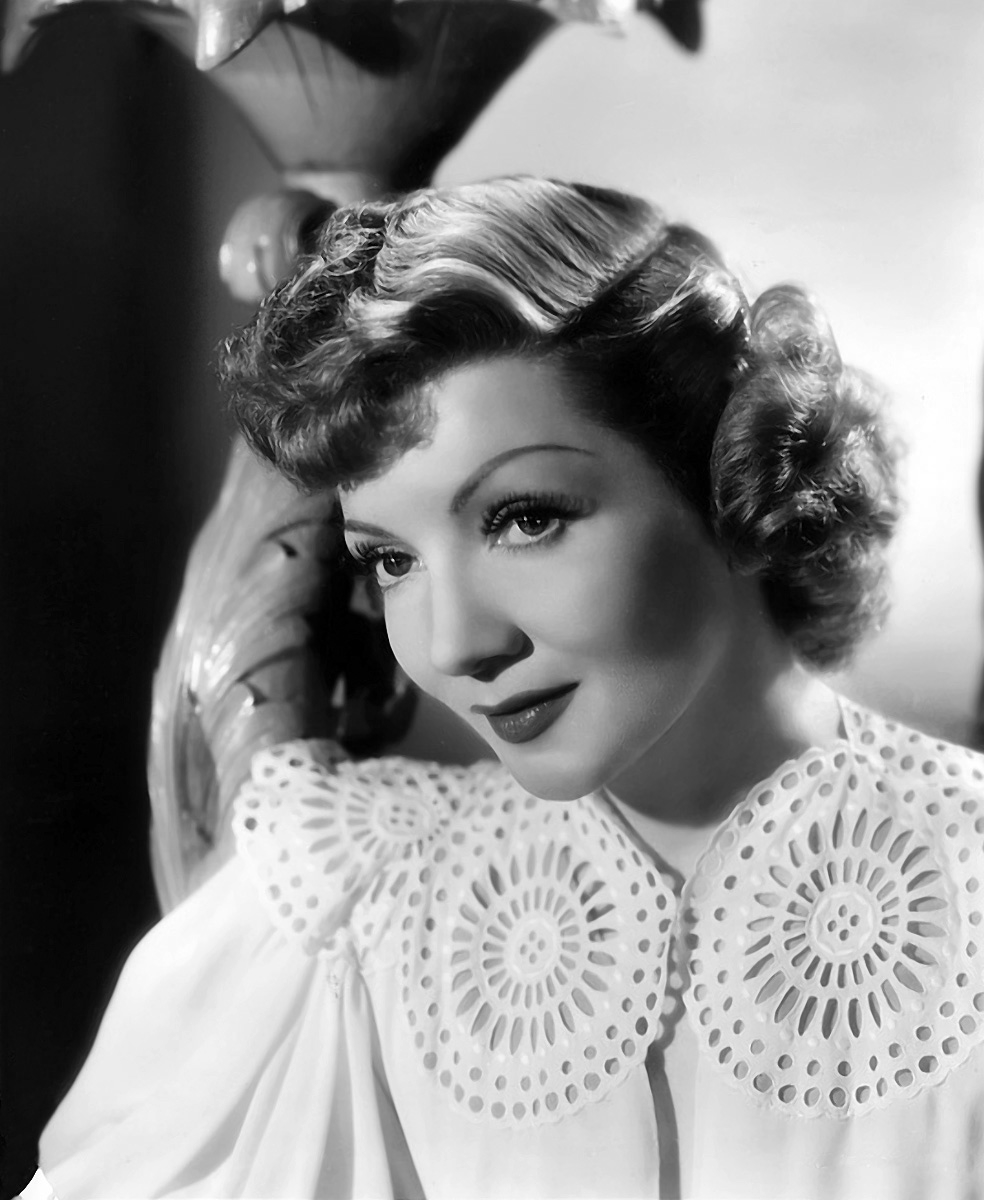
Клодет Кольбер

1 липня — Марґо Гемінґвей, американська модель та акторка (*1954)
1 липня — Клаудіо Кано, японсько-бразильський гравець у настільний теніс (*1965)
3 липня — Ванда Лучицька, польська акторка (*1907)
3 липня — Герб Баумайстер, американський бізнесмен, підозрюваний у серійному вбивстві (*1947)
3 липня — Радж Кумар, індійський актор (*1926)
3 липня — Пім Якобс, нідерландський джазовий піаніст, композитор і телеведучий (*1934)
6 липня — Кутлу Адали, турецький кіпрський журналіст, поет, соціально-політичний дослідник і активіст (*1935)
8 липня — Альбрехт, герцог Баварії, син останнього кронпринца Баварії Рупрехта, глава дому Віттельсбахів (*1905)
9 липня — Курьохін Сергій Анатолійович, російський музикант (*1954)
9 липня — Андронікашвілі Борис Борисович, радянський і російський письменник, актор і сценарист (*1934)
10 липня — Чеслав Центкевич, польський письменник, репортер і мандрівник (*1904)
11 липня — Хуан Хосе Етхабе Оробенгоа, баскський політичний активіст, бойовик ЕТА (*1937)
13 липня — Льода Галяма, польська танцівниця, кіноактриса, хореограф (*1911)
14 липня — Ічіро Кімідзіма, японський дизайнер одягу (*1929)
15 липня — Дана Гілл, американська актриса та актриса озвучування (*1964)
17 липня — Джед Джонсон, американський дизайнер інтер'єрів і кінорежисер (*1948)
17 липня — Поль Тув'є, французький нацистський колабораціоніст під час Другої світової війни в окупованій Франції (*1915)
19 липня — Даміа Уге Ройг, іспанський (майоркський) поет і редактор (*1946)
19 липня — Сверре Вілберг, норвезький актор (*1929)
20 липня — Анна Чанді, перша жінка-суддя в Індії, одна з перших жінок-суддів у Британській імперії (*1905)
21 липня — Герб Едельман, американський актор (*1933)
22 липня — Тамара Данц, східнонімецька музикантка (*1952)
27 липня — Луїс Масас, бразильський актор (*1963)
28 липня — Іван Лаліч, сербський і югославський поет, перекладач (*1931)
28 липня — Омер Лютфу Топал, турецький бізнесмен (*1942)
29 липня — Асаф Алі Аруна, індійська політична і громадська діячка (*1909)
30 липня — Клодет Кольбер, американська акторка (*1903)
30 липня — Магда Шнайдер, німецька акторка, мати акторки Ромі Шнайдер (*1909)
30 липня — Аріхіро Хасе, японський актор сейю (*1965)
- Клодет Кольбер

## Серпень
1 серпня — Тадеуш Райхштайн, швейцарський хімік та ботанік польсько-єврейського походження, Нобелівська премія з фізіології або медицини 1950 (*1897)
1 серпня — Фріда Боккара, французька співачка (*1940)
1 серпня — Федеріко Умберто Д'Амато, італійський розвідник (*1919)
2 серпня — Головкін Сергій Олександрович, радянський та російський серійний вбивця, педофіл, садист (*1959)
2 серпня — Мішель Дебре, прем'єр-міністр Франції (1959—1962) (*1912)
2 серпня — Мохамед Фарах Айдід, військовий і політичний діяч Сомалі, самопроголошений голова держави у 1995—1996 роках (*1934)
2 серпня — Обдуліо Варела, уругвайський футболіст (*1917)
2 серпня — Вілі Аувінен, фінський актор і театральний режисер (*1931)
3 серпня — Лучано Таджолі, італійський співак і актор (*1920)
4 серпня — Кійоші Ацумі, японський актор (*1928)
6 серпня — Ернан Сілес Суасо, болівійський політичний діяч, тричі президент Болівії у 1952, 1956—1960 та 1982—1985 р. (*1914)
6 серпня — Мухаммед аль-Бадр, останній король і зейдитський імам Мутаваккілітського Королівства Ємен (1962) і лідер монархічних регіонів під час громадянської війни у Північному Ємені (1962—1970) (*1926)
8 серпня — Невілл Френсіс Мотт, англійський фізик, лауреат Нобелівської премії з фізики 1977 року (*1905)
8 серпня — Френк Віттл, англійський інженер, винахідник і офіцер авіації Королівських ВПС (*1907)
8 серпня — Мічіо Хосіно, японський фотограф (*1952)
9 серпня — Мей Аїм, афро-німецька поетеса, педагогиня й активістка (*1960)
11 серпня — Ванга, сліпа болгарська мешканка, якій приписують екстрасенсорні здібності, містик і травник (*1911)
12 серпня — Амбарцумян Віктор Амазаспович, вірменський радянський астрофізик, національний герой Вірменії (*1908)
13 серпня — Антоніу ді Спінола, португальський військовий та політичний діяч, президент Португалії у 1974 р. (*1910)
14 серпня — Серджіу Челібідаке, німецький диригент румунського походження (*1912)
15 серпня — Масао Маруяма, японський політолог і політичний теоретик (*1914)
16 серпня — Садако Савамура, японська театральна та кіноактриса (*1908)
16 серпня — Сулейман Аль-Джунді, єгипетський актор (*1945)
16 серпня — Фуад Мухаммад Сяфруддін, індонезійський журналіст, жертва резонансного вбивства (*1963)
17 серпня — Вітольд Урбанович, польський ас-винищувач Другої світової війни (*1908)
20 серпня — Ріо Райзер, німецький музикант (*1950)
22 серпня — Олівер Лінн, американський менеджер талантів і кантрі-музикант (*1926)
24 серпня — Ахмед Баха Ель-Дін, єгипетський журналіст і мислитель (*1927)
24 серпня — Оріоль Марторел і Кодіна, іспанський професор історії, засновник хору Sant Jordi (*1927)
25 серпня — Райнгард Лібуда, західнонімецький футболіст (*1943)
26 серпня — Алехандро Агустін Лануссе, аргентинський військовик, фактично президент Аргентини з 1971 по 1973 р. (*1918)
26 серпня — Свен Столпе, шведський письменник, перекладач, журналіст, літературознавець і критик (*1905)
27 серпня — Аґнєшка Котларска, польська фотомодель і королева краси (*1972)
27 серпня — Акідзі Кобаясі, японський актор (*1930)
27 серпня — Аліє Рона, турецька кіноактриса (*1921)
27 серпня — Грег Морріс, американський актор (*1933)
27 серпня — Яїр Розенблюм, ізраїльський композитор і аранжувальник (*1944)
28 серпня — Нурулла Тевфік Агансой, турецький мафіозний бос (*1960)
30 серпня — Крістіна Паскаль, французька і швейцарська акторка, кінорежисерка і сценаристка (*1953)
30 серпня — Голіарда Сапієнца, італійська актриса та письменниця (*1924)
30 серпня — Натурам Мірдха, індійський політик, громадський діяч (*1921)

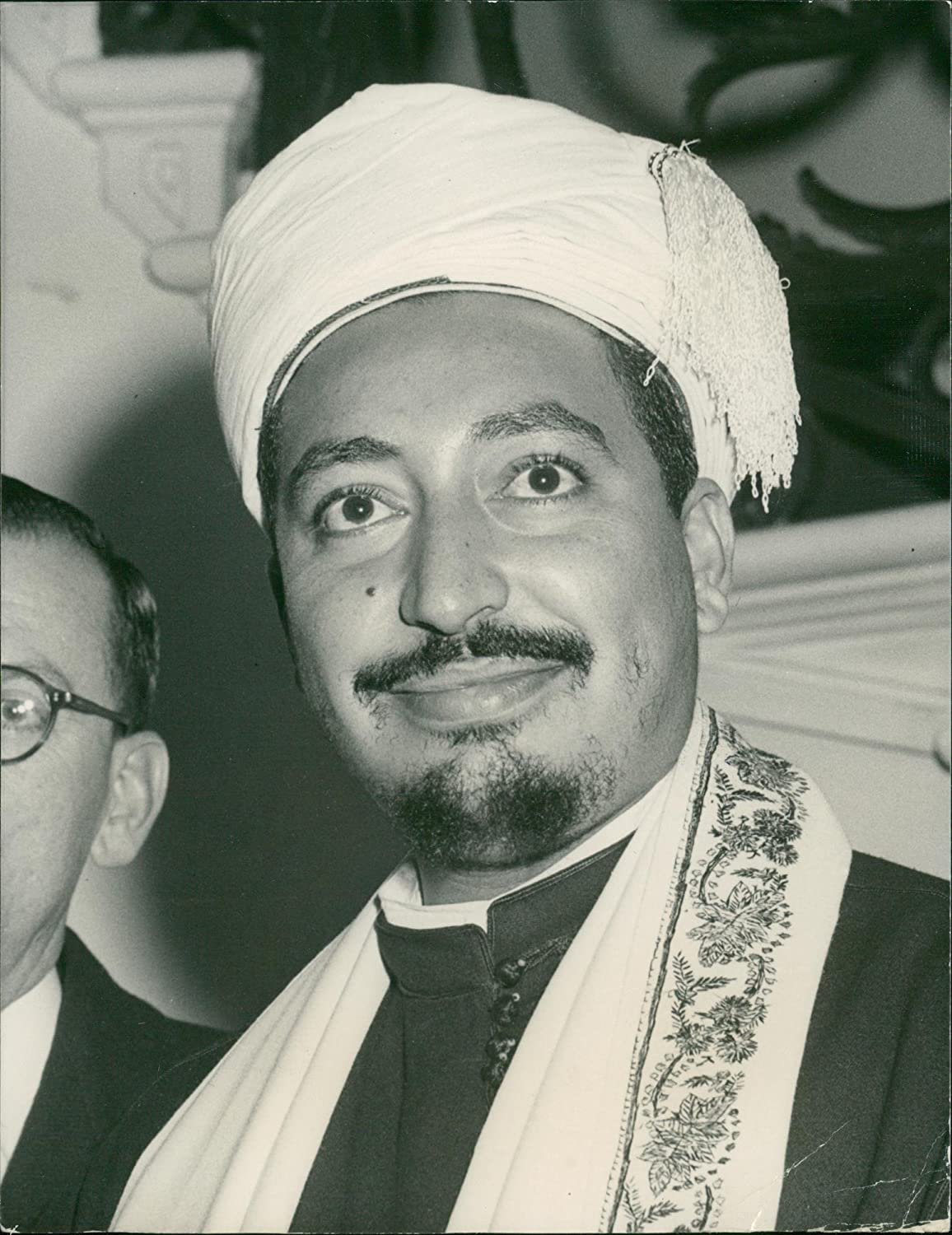
Мухаммед аль-Бадр
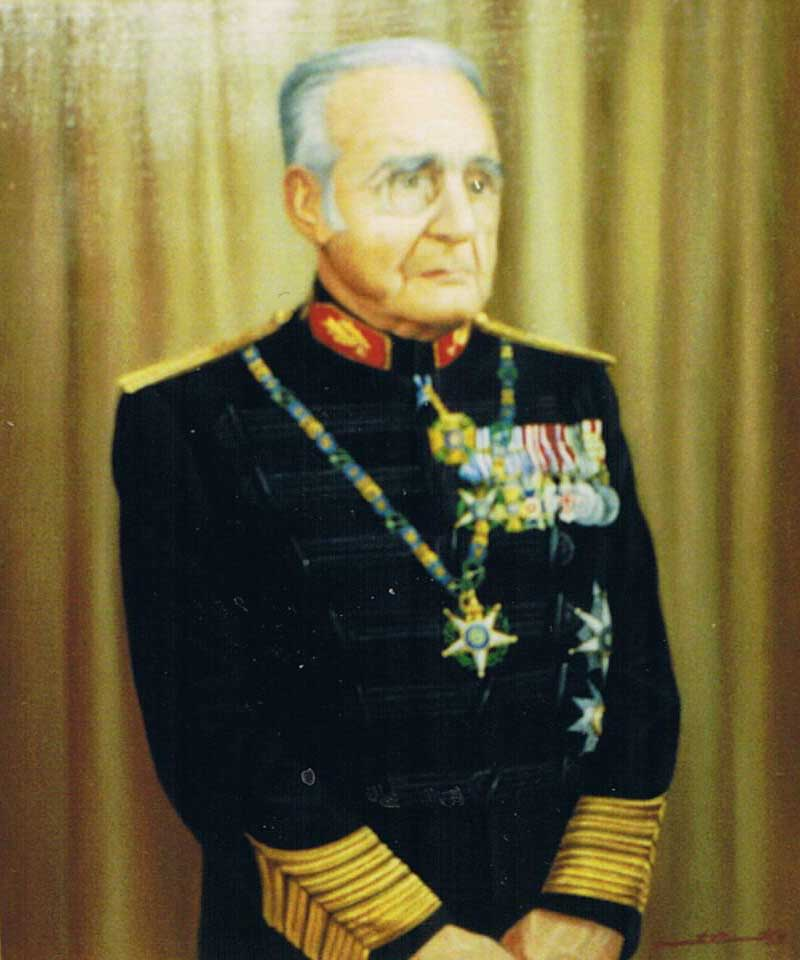
Антоніу ді Спінола
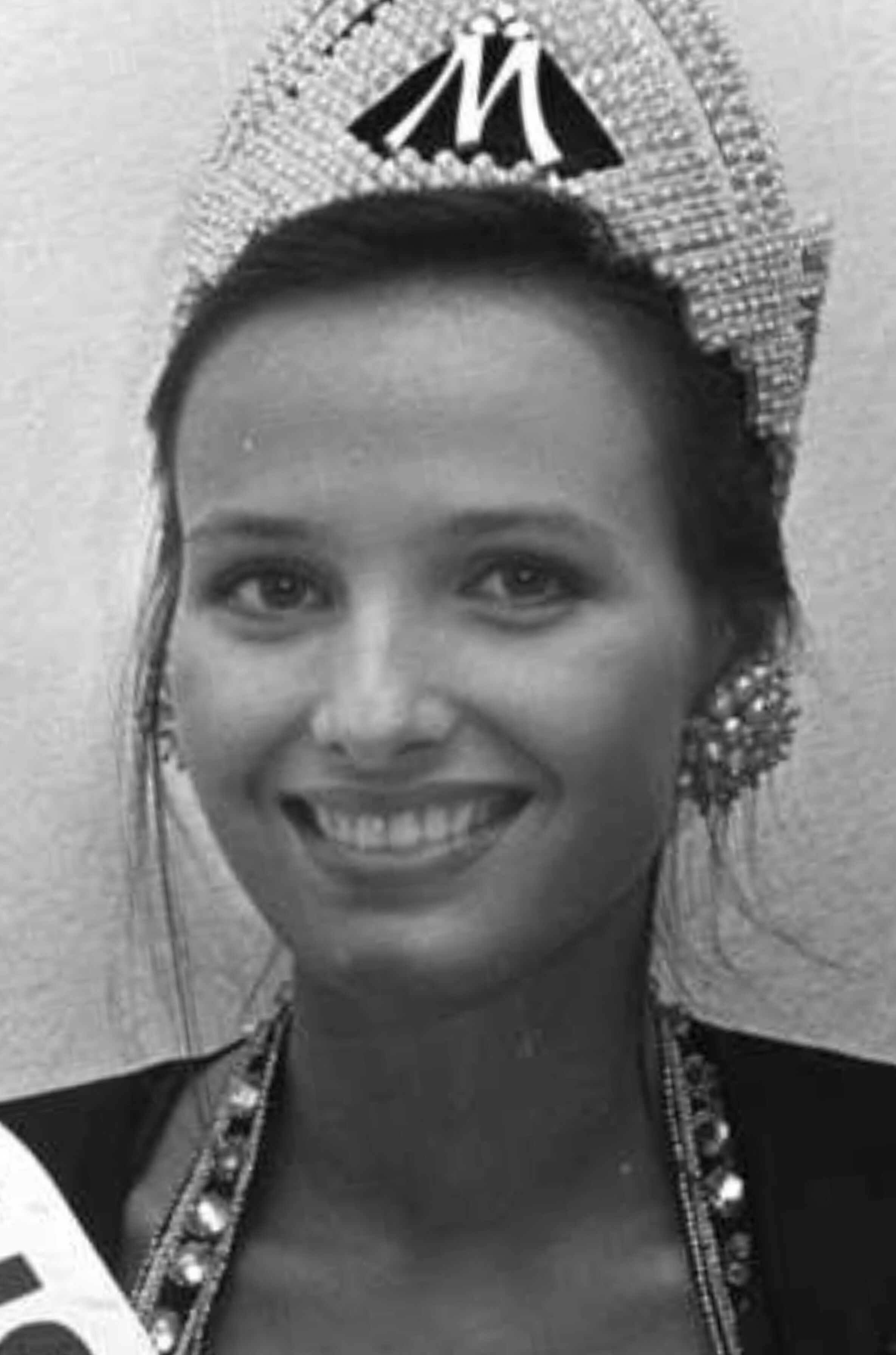
Аґнєшка Котларска

## Вересень
4 вересня — Джоан Кларк, англійська криптоаналітикиня (*1917)
5 вересня — Міса Ямамура, японська письменниця (*1934)
6 вересня — Салман Шах, бангладешський кіно- та телеактор і модель (*1971)
7 вересня — Бруно Корбуччі, італійський сценарист і кінорежисер (*1931)
7 вересня — Гільда, аргентинська співачка (*1961)
9 вересня — Драгіша Павлович, сербський і югославський політик (*1943)
10 вересня — Латіфа аз-Заят, єгипетська активістка та письменниця (*1923)
12 вересня — Ернесту Гейзел, президент Бразилії у 1974—1979 р. (*1907)
12 вересня — Рікардо Лопес, уругвайський американець, який намагався вбити ісландську співачку Бьорк (*1975)
13 вересня — Тупак Шакур, американський репер (*1971)
14 вересня — Оїта Коїті, японський футболіст (*1914)
14 вересня — Дезі Рабінович, ізраїльська дівчина, яка боролася за права пацієнтів (*1977)
14 вересня — Джульєт Проуз, британсько-американська танцівниця та актриса (*1936)
14 вересня — Ришард Петруський, польський актор театру та кіно (*1922)
15 вересня — Оттіс Тул, американський серійний вбивця (*1947)
17 вересня — Маріанна Бахмаєр, вігілантка, що застрелила вбивцю своєї дочки в залі суду (*1950)
17 вересня — Спіро Агню, віцепрезидент США з 1969 по 1973 р. в адміністрації Річарда Ніксона (*1918)
17 вересня — Ле Тхуонг, в'єтнамський музикант (*1914)
18 вересня — Абдулла Аль-Джабер Ас-Сабах, кувейтський міністр і член дому Сабах (*1900)
19 вересня — Аббас Аль-Блайді, єгипетський співак і композитор (*1912)
20 вересня — Макс Манус, норвезький військовик, борець руху Опору проти німецької окупації Норвегії в період Другої світової війни (*1914)
20 вересня — Пал Ердеш, угорсько-єврейський математик (*1913)
21 вересня — Генрі Ноуен, голландський католицький священник, професор, письменник і теолог (*1932)
22 вересня — Дороті Ламур, американська актриса (*1914)
22 вересня — Тегух Сламет Рахарджо, індонезійський комік і актор (*1926)
23 вересня — Фудзімото Хіросі, манґака (*1933)
23 вересня — Шовкова Сміта, індійська актриса і танцівниця (*1960)
24 вересня — Судоплатов Павло Анатолійович, керівник радянських закордонних диверсійних спецслужб (*1907)
24 вересня — Зекі Мюрен, турецький співак, композитор, автор пісень, актор і поет (*1931)
24 вересня — Яннес ван дер Валь, нідерландсько-фризький гравець у шашки, чемпіон світу (*1956)
26 вересня — Джефрі Вілкінсон, англійський хімік, лауреат Нобелівської премії з хімії 1973 (*1921)
26 вересня — Ніку Чаушеску, румунський політик, син комуністичних диктаторів Ніколае та Елени Чаушеску (*1951)
26 вересня — Девід Чан Юк-Чонг, гонконгський політичний активіст (*1950)
27 вересня — Барабаш Юрій Владиславович, радянський і російський співак, автор-виконавець російського шансону (*1974)
27 вересня — Мухаммед Наджибулла, афганський державний і політичний діяч, президент Афганістану (1987—1992) (*1947)
27 вересня — Навія Мерай, ізраїльський військовик (*1954)
29 вересня — Сюсаку Ендо, японський письменник (*1923)

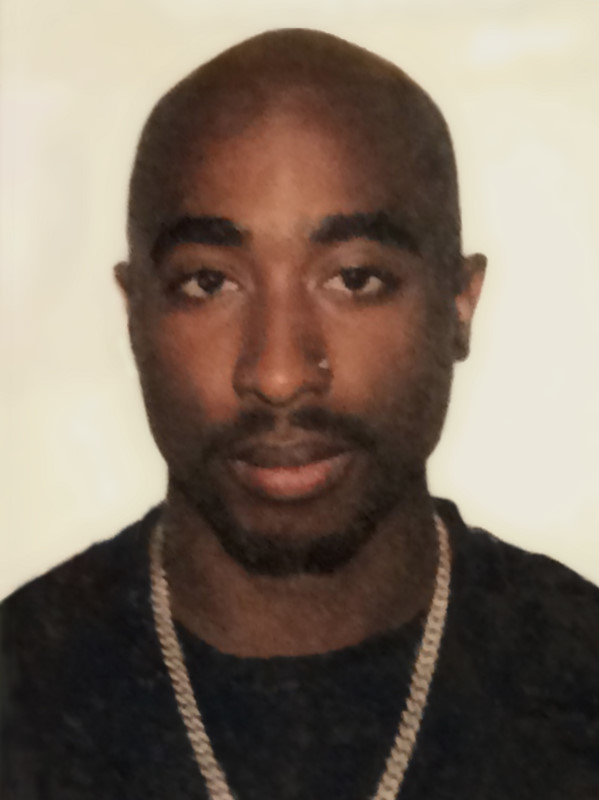
Тупак Шакур
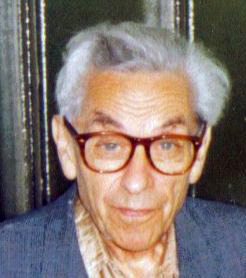
Пал Ердеш
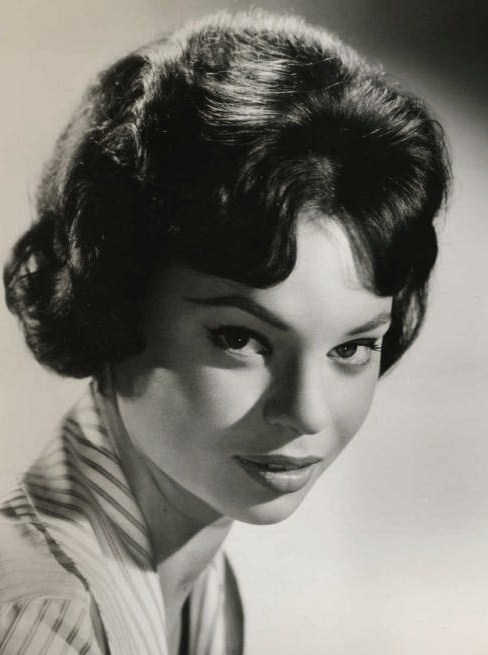
Джульєт Проуз

## Жовтень
1 жовтня — Альфред Фогель, швейцарський травник, натуропат і письменник (*1902)
2 жовтня — Роберт Бурасса, канадський юрист і політик (*1933)
4 жовтня — Сільвіо Піола, італійський футболіст, футбольний тренер (*1913)
5 жовтня — Сеймур Крей, американський інженер в галузі обчислювальної техніки, творець суперкомп'ютерів (*1925)
5 жовтня — Дуаньму Хунлян, китайський письменник (*1912)
6 жовтня — Тед Бесселл, американський телевізійний актор і режисер (*1935)
7 жовтня — Теуку Абдул Хамід Азвар, борець за незалежність Індонезії (*1916)
9 жовтня — Александар Попович, сербський письменник (*1929)
9 жовтня — Пер Асплін, норвезько-данський піаніст, співак, композитор і актор (*1928)
10 жовтня — Синиця Григорій Іванович, український художник (*1908)
11 жовтня — Вільям Вікрі, американський економіст, лауреат Нобелівської премії з економіки 1996 (*1914)
11 жовтня — Ларс Альфорс, фінський і американський математик (*1907)
11 жовтня — Ренато Руссо, бразильський рок-музикант (*1960)
11 жовтня — Станіслав Толпа, польський професор ботаніки (*1901)
12 жовтня — Алісова Ніна Улянівна, радянська акторка театру і кіно (*1915)
12 жовтня — Рене Лакост, французький тенісист і бізнесмен (*1904)
12 жовтня — Жерар Тулен, нідерландський театральний і кіноактор (*1943)
13 жовтня — Щуровський Юрій Сергійович, український радянський композитор, викладач (*1927)
13 жовтня — Анрі Наннен, німецький журналіст і колекціонер мистецтва (*1913)
14 жовтня — Ізидор Папо, югославський лікар-кардіохірург, доктор медичних наук, професор, академік, військовик єврейського походження (*1913)
15 жовтня — Леонардо Сімонс, аргентинський телеведучий (*1947)
17 жовтня — Ле Конг Туан Ань, в'єтнамський актор (*1967)
21 жовтня — Леон Ашкеназі, єврейський рабин і педагог (*1922)
21 жовтня — Рут Пелупессі, індонезійська актриса, модель, дизайнер і підприємець (*1938)
23 жовтня — Ан Ду Хі, корейський військовик, вбивця Кіма Гу (*1917)
23 жовтня — Мохамед Ель Хаяні, марокканський співак (*1945)
24 жовтня — Артур Аксман, політик нацистської Німеччини, керівник Гітлер'югенду (*1913)
24 жовтня — Гледвин Джебб, британський дипломат, політичний діяч (*1900)
24 жовтня — Ларс Даніус, шведський офіцер, учитель і письменник (*1907)
26 жовтня — Абдельхамід бін Хадуга, алжирський письменник (*1925)
30 жовтня — Ю Фен, тайванська співачка (*1961)
31 жовтня — Марсель Карне, французький кінорежисер (*1906)

## Листопад
1 листопада — Джуніус Джаявардене, прем'єр-міністр Шрі-Ланки з 1977 по 1978 р. і президент Шрі-Ланки з 1978 по 1989 р. (*1906)
2 листопада — Єва Кессіді, американська музикантка (*1963)
2 листопада — Кан Хьо-шіль, південнокорейська акторка (*1932)
2 листопада — Тоні Стоун, американська професійна бейсболістка (*1921)
3 листопада — Жан-Бедель Бокасса, президент Центральноафриканської Республіки (1966—1976), імператор (1976—1979) (*1921)
3 листопада — Щербань Євген Олександрович, український бізнесмен, політик (Убивство Євгена Щербаня) (*1946)
3 листопада — загинули в автокатастрофі Сусурлук:
- Абдулла Чатлі[en], секретний урядовий агент Туреччини, колишній ультраправий бойовик і торговець наркотиками (*1956)
- Гонджа Ус[tr], турецька модель (*1969)
- Хюсеїн Коджадаг[tr], офіцер турецької поліції (*1944)

8 листопада — Масіт Флордун, турецький актор (*1939)
10 листопада — Імам Алімсултанов, чеченський співак (*1957)
10 листопада — Які Кадафі, американський репер (*1977)
10 листопада — Луї Лінг-Чі Кун, американський бізнесмен китайського походження, нащадок Конфуція у 76-му поколінні (*1921)
12  листопада — Ле Нгуєн Кханг, генерал армії Південного В'єтнаму (*1931)
12 листопада — Мохамед Таха, єгипетський народний співак (*1922)
12 листопада — Шакеб Джалалі, пакистанський поет мовою урду (*1934)
13 листопада — Катя Медбе, норвезька актриса (*1945)
14 листопада — Вірджинія Черрілл, американська акторка (*1908)
14 листопада — Джуліано Джуліані, італійський футболіст (*1958)
15 листопада — Елджер Гісс, американський урядовець, звинувачений у шпигунстві на користь Радянського Союзу (*1904)
16 листопада — Дондінью, бразильський футболіст (*1917)
18 листопада — Антоній Абрамович, перший предстоятель канонічно невизнаної Чорногорської Православної Церкви (*1919)
21 листопада — Абдус Салам, пакистанський фізик-теоретик, лауреат Нобелівської премії з фізики за 1979 рік (*1926)
21 листопада — Лю Пан Юй, тайванський політик (*1942)
22 листопада — Марія Казарес, французька акторка театру і кіно іспанського (галісійського) походження (*1922)
22 листопада — Карен Блангернон, французька актриса та письменниця (*1935)
23 листопада — Анджей Фірст, польський кікбоксер (*1968)
29 листопада — Караффа-Корбут Софія Петрівна, українська художниця-графік (*1924)
29 листопада — Драгослав Срейович, сербський археолог, культурний антрополог та історик (*1931)
30 листопада — Tiny Tim, американський музикант (*1932)
30 листопада — Пен Ван-ру, тайванська політикиня (*1949)

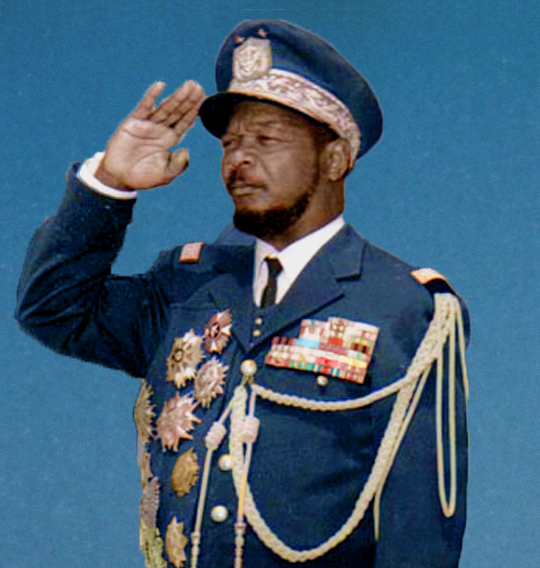
Жан-Бедель Бокасса
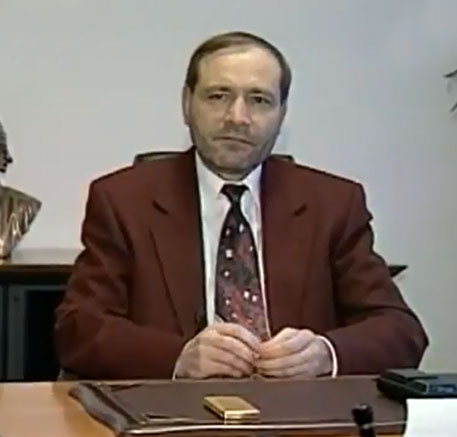
Євген Щербань
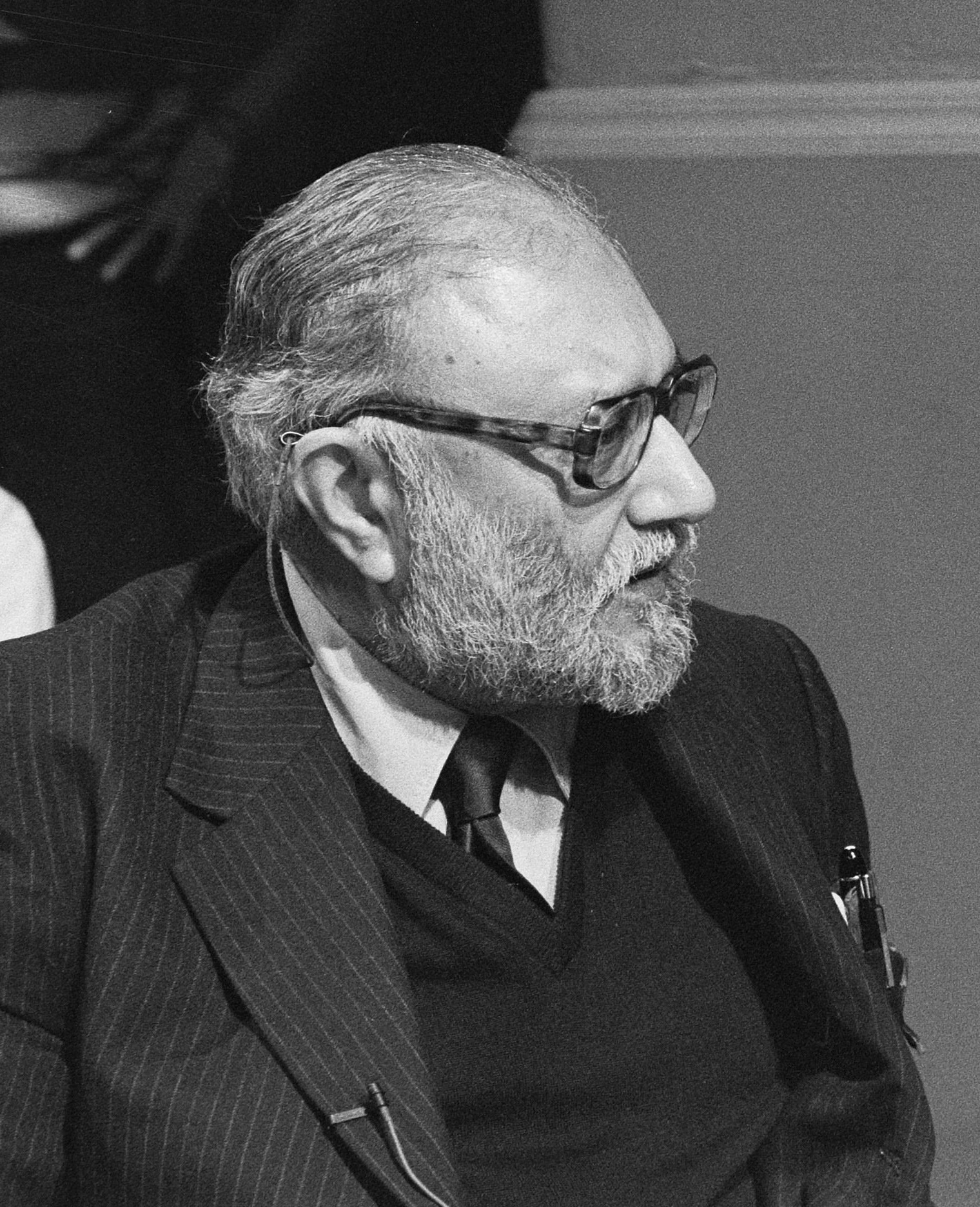
Абдус Салам

## Грудень
3 грудня — Бабрак Кармаль, голова Революційної ради Демократичної Республіки Афганістан (1979—1986) (*1929)
5/6 грудня — Серж Монаст, канадський журналіст-розслідувач, поет, есеїст і теоретик змови (*1945)
6 грудня — Абдуль-Хамід Кішк, єгипетський проповідник, дослідник ісламу, активіст і письменник (*1933)
6 грудня — Жуан ду Вале, бразильський музикант, співак і композитор (*1934)
7 грудня — Алі Хатамі, іранський сценарист і режисер (*1944)
7 грудня — Хосе Доносо, чилійський письменник, педагог і журналіст (*1924)
7 грудня — Рольф Ховден, норвезький спортивний журналіст (*1947)
8 грудня — Марін Сореску, румунський поет, есеїст і драматург (*1936)
8 грудня — Кашівадо Цуйоші, японський борець сумо, 47-й йокодзуна (*1938)
9 грудня — Ален Поер, французький державний діяч, у 1966—1969 р. голова Європейського парламенту (*1909)
9 грудня — Мері Лікі, британська і кенійська антропологиня та археологиня (*1913)
9 грудня — Вуонг Хонг Сен, в'єтнамський культуролог, вчений і колекціонер антикваріату (*1902)
9 грудня — Карам Мутава, єгипетський актор і режисер (*1933)
9 грудня — Леонардо Пареха, бразильський злочинець (*1974)
13 грудня — Цао Юй, китайський драматург (*1910)
13 грудня — Річа Шарма, індійська актриса та модель (*1964)
15 грудня — Джузеппе Доссетті, італійський юрист, політик, а також католицький священик (*1913)
16 грудня — Альфонсо Ірігоєн, іспанський лінгвіст, письменник (*1929)
17 грудня — Лі Хань-сян, китайський кінорежисер (*1926)
17 грудня — Сунь Яотін, останній імператорський євнух в історії Китаю (*1902)
18 грудня — Харитон Юлій Борисович, радянський і російський фізик-теоретик і фізикохімік, головний конструктор атомного проєкту (*1904)
19 грудня — Добробаба Іван Євстафович, учасник Другої світової війни, панфіловець, Герой Радянського Союзу (*1913)
19 грудня — Марчелло Мастроянні, італійський кіноактор (*1924)
19 грудня — Лассе Холмквіст, шведський телевізійник, журналіст і письменник (*1930)
19 грудня — Хуррам Мурад, пакистанський дослідник ісламу (*1932)
20 грудня — Карл Саган, американський астроном і науковець (*1934)
22 грудня — Чан Сяо Юн, політик Китайської республіки (*1948)
23 грудня — Інгер Таубе, шведська фотомодель та актриса (*1939)
23 грудня — Міодраг Попович, сербський художник, режисер-експериментатор (*1923)
24 грудня — Нгуєн Хиу Тхо, південнов'єтнамський революціонер і голова Консультативної ради Національного фронту визволення Південного В'єтнаму з 1969 по 1976 р., голова Національних зборів В'єтнаму з 1981 по 1987 р. (*1910)
25 грудня — Давидова Людмила Петрівна, радянська актриса кіно і театру (*1939)
25 грудня — Джонбенет Ремсі, американська дівчинка, учасниця конкурсів краси для дітей, жертва резонансного вбивства (*1990)
25 грудня — Овчаренко Федір Данилович, український радянський вчений у галузі колоїдної хімії (*1913)
28 грудня — Аннік Шефразіан, ірано-вірменська акторка (*1909/1910)
28 грудня — Мілош Кандіч, сербський актор (*1923)
29 грудня — Мірей Гартюш, французька співачка, композиторка й актриса (*1906)
29 грудня — Ю Мінь, гонконгська актриса (*1936)
30 грудня — Джек Ненс, американський актор (*1943)
31 грудня — Вєслав Джевич, польський актор театру, кіно, телебачення, радіо та дубляжу (*1927)

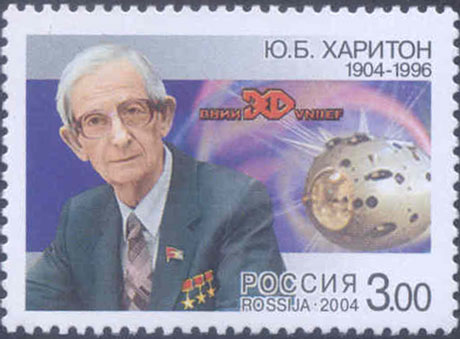
Юлій Харитон
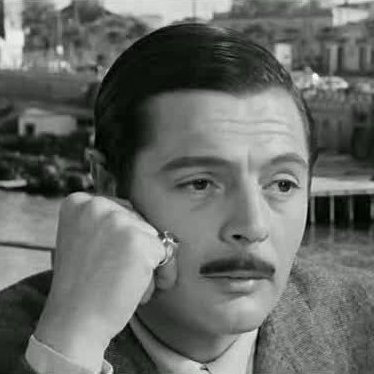
Марчелло Мастроянні
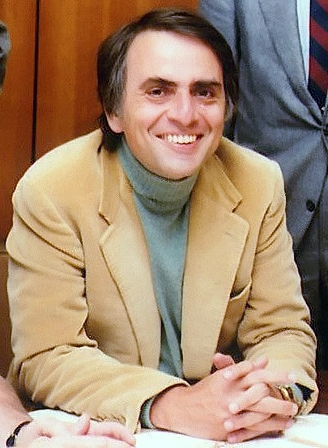
Карл Саган

## Місяць невідомий
1996 — Асратян Валерій Георгійович, радянський серійний вбивця, педофіл і ґвалтівник (*1958)
1996 — Трінь То Там, в'єтнамський політик і військовик (*1945)